# Igreja Paroquial de São Brás (Praia da Vitória)

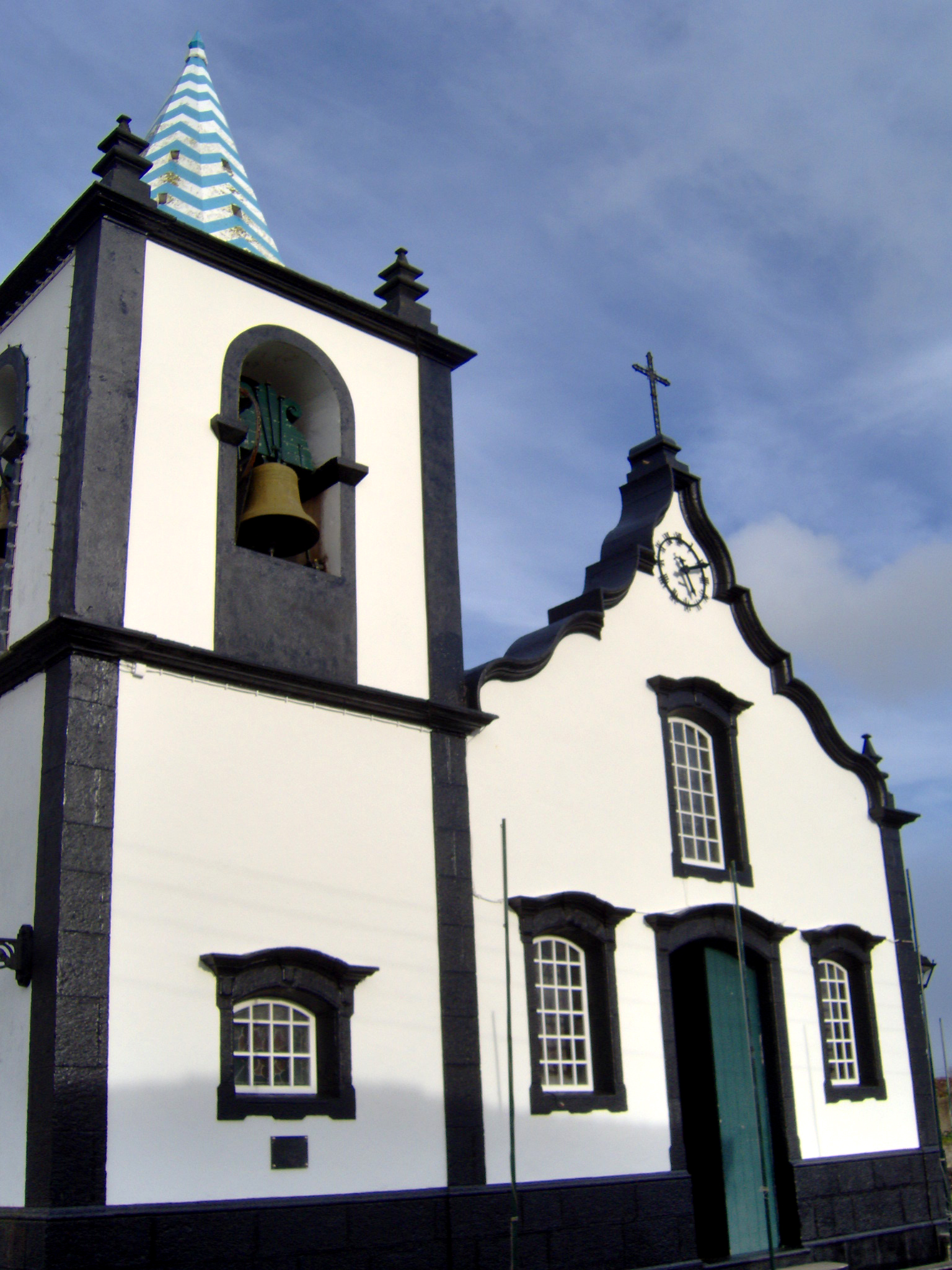
Igreja Paroquial de São Brás.

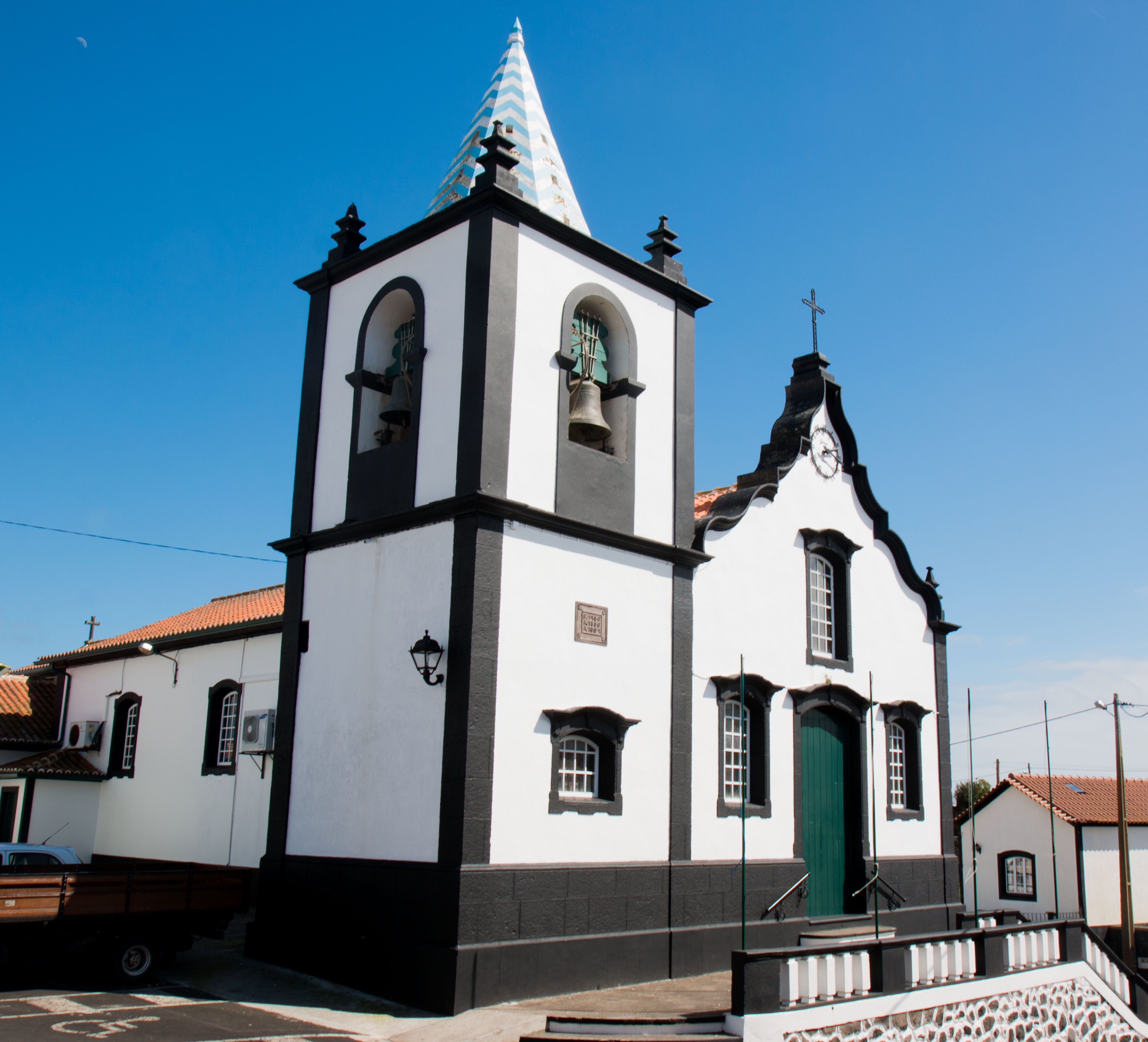
Igreja Paroquial de São Brás

A Igreja Paroquial de São Brás (Praia da Vitória) é um templo cristão português localizado na freguesia açoriana de São Brás, concelho da Praia da Vitória, ilha Terceira, Açores.
Este templo que tem uma data de construção que remonta ao século XV, apresenta-se com uma construção relativamente baixa, tendo a fachada um porta e três janelas. Duas que rodeiam a porta e outra no piso superior. Sobre esta última janela encontra-se um relógio.
A torre sineira apresenta-se com uma janela no piso térreo sendo o superior destinado aos sinos.
Apresenta uma só nave e transepto, a igreja desta freguesia exibe alguns elementos que a distingue das restantes igrejas do concelho e da ilha. Desde logo destacam-se os vitrais que cobrem todas as janelas exibindo passagens bíblicas de estrema beleza. É a única igreja no concelho e das poucas na ilha que possui tal característica. A merecer especial atenção é o altar-mor, possuidor de um magnífico trabalho em talha dourada da responsabilidade dos artesãos locais irmãos Levinho. Pode ainda ser apreciada uma admirável imagem de Nossa Senhora do Pilar datada de 1888 sobre a direita da nave. A pia baptismal expõe um fabuloso trabalho em pedra de cantaria datado de 1912. De extrema riqueza são ainda a imagem de São Brás do século XVII, a segunda colocada na antiga ermida, bem como um valioso relógio de pêndulo do século XVIII ambos na sacristia da igreja.